# Лоренци, Стольдо ди Джино
Стольдо ди Джино Лоренци (итал. Stoldo di Gino Lorenzi, 1534, Сеттиньяно — сентябрь 1583, Пиза) — итальянский скульптор тосканской школы периода маньеризма. Работал во Флоренции, Пизе и Милане.

## Биография
Стольдо ди Лоренци родился в 1534 году в Сеттиньяно, тосканском городке вблизи Флоренции, в семье Джино Лоренци, потомственных резчиков по камню (scalpellini), у него был брат Антонио де Джино Лоренци, по крайней мере на десять лет старше него. Стольдо поступил в Академию рисунка во Флоренции, учился рисунку и живописи у Микеле Тозини.
Усвоив от отца навыки каменотёса и бронзолитейщика, Стольдо обратился к скульптуре. В 1553 году он участвовал в отливке статуи Персея с головой Медузы работы Бенвенуто Челлини.
Позднее Лоренци работал помощником скульптора Никколо Триболо. На него оказало значительное влияние творчество маньериста Джамболонья. Стольдо ди Лоренци работал главным образом в бронзе. Среди его самых известных работ: скульптурная группа «Благовещение» в церкви Санта-Мария делла Спина в Пизе (1561), Фонтан Нептуна в садах Боболи во Флоренции (1565—1571), бронзовый ангел с канделябром для Пизанского собора. Лоренци входил в группу художников, создававших скульптурное убранство Студиоло Франческо I на Пьяцца Веккьо, он создал бронзовую Галатею и статуэтку Амфитриты с наутилусом и ветвью коралла (1573).
Стольдо ди Джино Лоренци считают одним из художников, повлиявших на распространение искусства маньеризма за пределы Флоренции, в частности, в Милан. В Милане он создал скульптуры для фасада церкви Санта-Мария-прессо Сан-Челсо (1573—1582). Художник скончался в Пизе в 1583 году.